# サワコ
『サワコ』は、井上ハヤオキによる漫画作品。2022年8月15日から、漫画配信アプリ『マンガボックス』にて連載中。『めちゃコミック』では、「めちゃコミック×マンガボックス」レーベルで2021年10月20日より先行配信されている。2024年3月4日に完結した。
恋人ユキトを亡くした女性マチカが、彼女の前に現れたユキトの元交際相手・サワコに人間関係を侵食、破壊されてゆく様を描くラブホラーサスペンス。
2022年10月からBS-TBSで『サワコ 〜それは、果てなき復讐』のタイトルでテレビドラマ化された。

## あらすじ
恋人・八田ユキトを事故で亡くした音川マチカ。ユキトの葬式で、失意に暮れるマチカの前に、ユキトの元恋人・深井サワコが現れて、愛する人を失った悲しみを分かち合う。その後、サワコは隣家のもらい火で家を失ったことがきっかけで、マチカの自宅に居候することになる。だが、それはマチカの恐怖と苦悩の始まりだった。

## 登場人物
音川マチカ
本作の主人公。ユキトを当時会社の同僚だったサワコから略奪している。
深井サワコ
マチカの元同僚。ユキトの元交際相手。隣家のもらい火で住む家を無くしたことから、マチカの自宅に居候することになる。地味で控えめだが、色気がある。
音川ケンスケ
マチカの弟。美術系の専門学校に通っている。
八田ユキト
マチカの恋人。事故で亡くなる。

## テレビドラマ
『サワコ 〜それは、果てなき復讐』（サワコ それは、はてなきふくしゅう）と題し、2022年10月2日から12月4日までBS-TBS、BS-TBS4Kで放送された。主演は趣里。
本作ではインティマシー・シーン（俳優がヌードになるシーン、またはヌードの有無にかかわらず、疑似性行為や親密な身体的接触のあるシーン）が随所にあることから、スタッフとしてインティマシー・コーディネーターの浅田智穂を迎え、俳優の安全を守る環境づくりへの取り組みが行われた。

### キャスト

#### 主要人物
深井サワコ（ふかい サワコ）
演 - 趣里
本作の主人公。マチカの元同僚。マチカの周囲の人間を術中にはめ、次々と凋落させていく。
音川マチカ（おとかわ マチカ）
演 - 深川麻衣
サワコの元同僚。自身の好感度を意識し、打算的に周囲に優しく接するところがある。
かつてサワコから雪斗を略奪している。
源氏名「サワコ」を名乗るキャバ嬢となり、一家を崩壊させ、大津を失うきっかけを作ったサワコへの復讐を誓う。

#### マチカの関係者
八田雪斗（はった ゆきと）〈29〉
演 - 小関裕太
マチカの恋人。火災に巻き込まれ焼死する。
誰とでも友好的に接し周囲からの好感度が高いが、その実、裏では自分にとって利用価値がある人間かどうか値踏みした上で人と接していた。
アプローチをかけてきたマチカに交際相手を乗り換えるが持て余し、自分に従順だったサワコとよりを戻そうとするが、そのことでマチカに付きまとう「害虫」とサワコに見なされ、睡眠薬入りのワインを飲まされ、意識を失っている間に灯油をまかれた室内に放火され焼き殺されていた。
大津慎司（おおつ しんじ）
演 - 庄司浩平（第1話 - 第5話）
刑事。マチカの高校時代の同級生。
雪斗の不審死の件でマチカに接近するも、高校時代から好意を抱く彼女の無実を信じ捜査するうち、マチカと恋仲となる。
影で暗躍していたサワコの正体を突き止めるが、健介に背中を包丁で刺され絶命する。
サワコからはマチカを追い続けるストーカーと見なされていた。
八田春斗（はった はると）
演 - 小関裕太
亡くなった雪斗に瓜二つの男性。マチカが働くキャバクラのボーイ。自らを「八田雪斗」と名乗る。
幼少の頃、両親の離婚で離ればなれになった雪斗の双子の兄で、弟の死に関わると思われるサワコを探し当てる。

#### マチカの家族
音川智治〈61〉
演 - 岩谷健司
マチカの父親。マチカの勤めるPcm Design Arts.の経理部長。
ギャンブルにハマり架空請求などで会社の金を横領していたが、サワコにリークされ逮捕される。
音川須美
演 - 赤間麻里子
マチカの母親。夫が逮捕され、マスコミが自宅に押し掛けるのではないかと憔悴する。
音川健介（おとかわ けんすけ）
演 - 曽田陵介
マチカの弟。美大浪人中。サワコの妖艶さに惹かれ肉欲に溺れる。
サワコを責め立てる大津の背中を包丁で刺し殺害し、刑務所に服役する。

#### 藪池家
富裕層の一家。
藪池徹
演 - 長尾卓磨（第6話 - ）
実業家。優一と瑞希の父親。サワコのパトロンで、彼女の画壇デビューを画策する。
接近してきたマチカに、サワコは警察沙汰に巻き込まれた厄介な人物で縁切りするよう進言され、サワコを見限るが、裏切られたサワコの差し金で絵画売買を隠れ蓑に薬物密売をしていたことを息子・優一に警察へ密告され、逮捕される。
藪池優一
演 - 松本怜生（第6話 - ）
徹の息子。大学生。父が入れ込む「サワコ」を源氏名に名乗るマチカ目当てに、彼女が働くキャバクラに足繁く通う。
サワコに焚きつけられ、マチカとの恋愛の障害となる父・徹の薬物密売を警察にリークし追放する。
藪池瑞希
演 - 中澤実子（第6話 - ）
徹の娘。高校生。想いを寄せるホストのリョーマ（ノノ）に貢ぐ金欲しさに金庫から父の10万円をくすねていたが、サワコにはめられ500万円を盗んだことに仕立てられ、家を飛び出す。
マチカとノノが仕込んだパパ活の相手に襲われそうになり、マチカに救われたことをきっかけに、マチカがサワコの居る藪池家に接近できたことから、サワコへの復讐に他人を巻き込みたくないノノから冷たくあしらわれ縁切りされそうになるとノノを襲い、自身も自決しようするが春斗に阻止される。後日リストカットで単身自殺を図るも、ノノの発見により未遂に終わる。

#### Pcm Design Arts.
マチカの務める企業ブランディング会社。
松村明乃
演 - 金井美樹
マチカの同僚。高校時代からの友人。高校時代いじめにあっていたが、マチカに救われている。
しかしマチカが自身の好感度のために優しく接することを見透かしており、心の底ではマチカのことを嫌悪している。
参加したコンペに提出したデザインが盗作だったことが発覚した日の晩、会社の屋上から飛び降りて亡くなる。
サワコにはコンペのディレクターを務めたマチカに恥をかかせるため、故意にデザインを盗作したことを看破されていた。
池田由香里
演 - 錫木うり
マチカの同僚。
小泉翠
演 - 内山由香莉
マチカの同僚。
木元亜紀子
演 - 田山由起
マチカの上司。仕事が遅い明乃に対し、攻撃的に接する。
上原瑞稀
演 - 新川千華
マチカの同僚。
守谷雅美
演 - 花澤美紅
マチカの同僚。
常田百香
演 - 水城友梨香
マチカの同僚。
社員
演 - 早沢拓真、植山浩彦、青木優斗、ほのら

#### その他
五十嵐ノノ（いがらし ノノ）
演 - 平井亜門
健介の美術学校の同級生。健介と同じ美大を目指す親友。
健介がサワコに溺れ、日を追うごとに様子が変わっていくことを心配する。
源氏名「リョーマ」を名乗るホストになり、健介を陥れたサワコに復讐するため、目的を同じくするマチカと手を結ぶ。
しかし健介への愛をサワコに利用され、手を結んでいたはずのマチカの身柄をサワコに引渡す。
槇原一臣
演 - 田邊和也
「東報オンラインジャーナル」記者。マチカが高校時代に起きた放火事件と、雪斗の焼死の真相を追い、マチカを疑う。
放火事件で亡くなった高校教師の弟で、兄の不審死を疑い、独自の取材でマチカとサワコの存在にたどり着いていた。
消息不明のサワコの母親に接触しようとし、サワコにより母親の居場所に案内される。
講師
演 - 大水洋介（ラバーガール）
健介の通う美術学校の講師。サワコの妖艶さに魅了される。校内でサワコと情事に及んでいたことが発覚し、解雇される。
高校教師
演 - 池畑暢平
マチカの高校時代のクラス担任。高校の美術室で首吊り自殺し、周囲を巻き込む為に放火したとされている。
マチカと親しく接することに嫉妬した大津から、SNSに変態セクハラ教師と誹謗中傷を受け、園田月絵からは、マチカの更衣室となる教室をビデオで隠し撮りしようとしていた証拠を突き付けられ、教え子のマチカを追い回すロリコン変態野郎と家族が知ればどうなるだろうかと脅されて、追い詰められていた。
園田月絵（そのだ つきえ）
演 - きよら
マチカの高校時代に3か月だけ同窓した転校生。同級生から髪の長さをからかわれるが、マチカに助けられている。
放火された美術室で気を失っていたマチカを救い出している。
男にだらしない毒親の母親に育てられ、母親が交際する男性が変わるたび、転校を余儀なくされる生活を送っていた。
雪斗の母
演 - 五十嵐美紀（第1話）
火災に巻き込まれ息子が急死したことに憔悴する。
あき
演 - 太田唯（第6話 - ）
キャバクラ「BLACK DIAMOND CLUB」でのマチカの同僚。
ユキ
演 - 佐藤里菜（第6話 - ）
キャバクラ「BLACK DIAMOND CLUB」でのマチカの同僚。
久保田
演 - 虹色拓朗（第6話）
キャバクラでのマチカの客。祖父が画家で画壇に詳しく、マチカを展覧会に誘う。
画廊の客
演 - 坂中久志（第6話・第8話）
藪池徹が関わる画廊の客。絵画売買を隠れ蓑に、藪池が額縁に仕込んだ薬物の密売を行っていた。
客
演 - 日向丈（第6話）
キャバクラでのあきの客。執拗にあきに絡み、ボーイに制止される。
パパ活相手
演 - 保田ヒロシ（第7話・第8話）
マチカとノノが仕込んだ瑞希のパパ活相手。
覆面男
演 - 城野マサト（第7話・第8話）
「パパ活相手」と共に瑞希に狼藉を働こうとするが、マチカに阻止される。
刑事
演 - 園田裕樹（第8話）
藪池優一からの通報で藪池宅へ家宅捜索を行う。

### スタッフ
- 原作 - 『サワコ』井上ハヤオキ（マンガボックス）
- 脚本 - 坪田文、武井彩、蓼内健太、武田樹里
- 監督 - 滝本憲吾、藤澤浩和、中村圭良
- 音楽 - 牧戸太郎
- 主題歌 - GLIM SPANKY「不幸アレ」（UMJ / Virgin Records）[26]
- インティマシー・コーディネーター - 浅田智穂
- プロデュース - 鈴木早苗（BS-TBS）、有我健（BS-TBS） 、藤島陽子（AOI Pro.）、森田美桜（AOI Pro.）
- 製作 - BS-TBS、AOI Pro.

### 放送日程
| 章    | 各話         | 放送日   | 脚本     | 監督     |
| ----- | ------------ | -------- | -------- | -------- |
| 第1章 | Episode1     | 10月02日 | 坪田文   | 蓼内健太 |
| 第1章 | Episode2     | 10月09日 | 坪田文   | 蓼内健太 |
| 第1章 | Episode3     | 10月16日 | 武田樹里 | 藤澤浩和 |
| 第1章 | Episode4     | 10月23日 | 武井彩   | 藤澤浩和 |
| 第1章 | Episode5     | 10月30日 | 武井彩   | 滝本憲吾 |
| 第2章 | Episode6     | 11月06日 | 蓼内健太 | 滝本憲吾 |
| 第2章 | Episode7     | 11月13日 | 武井彩   | 中村圭良 |
| 第2章 | Episode8     | 11月20日 | 蓼内健太 | 中村圭良 |
| 第2章 | Episode9     | 11月27日 | 武井彩   | 藤澤浩和 |
| 第2章 | Last Episode | 12月04日 | 蓼内健太 | 滝本憲吾 |

| BS-TBS 日曜23:00 - 23:54枠 | BS-TBS 日曜23:00 - 23:54枠                               | BS-TBS 日曜23:00 - 23:54枠                                                  |
| 前番組 | 番組名                                                   | 次番組                                                                      |
| --- | -------------------------------------------------------- | --------------------------------------------------------------------------- |
| 世界の中心で、愛をさけぶ （2022年7月10日 - 9月29日） 【ここまで「日曜ドラマセレクション」枠】 - ※最終話のみ木曜23:00 - 23:54で放送。 | サワコ〜それは、果てなき復讐 （2022年10月2日 - 12月4日） | 青い鳥 （2023年1月8日 - 〈予定〉） 【ここから「日曜ドラマセレクション」枠】 |